# Eurytoma aterrima
Eurytoma aterrima is een vliesvleugelig insect uit de familie Eurytomidae. De wetenschappelijke naam is voor het eerst geldig gepubliceerd in 1781 door Schrank.